# PrismRhythm -プリズムリズム-
『PrismRhythm -プリズムリズム-』は2010年5月28日にLump of Sugarより発売されたアダルトゲーム。
2010年1月21日にLump of Sugar公式ウェブサイトと『TECH GIAN』2010年3月号において初公開された。Lump of Sugarの第5作目だが、従来の作品とは異なり原画・キャラクターデザイン担当者は萌木原ふみたけではない。
『TECH GIAN』2010年7月号にてコンシューマ化・アニメ化の話が出されたが、2011年現在それらの企画は発表されていない。

## 世界観
『PrismRhythm -プリズムリズム-』は現在より遥か未来の世界を舞台としている。この世界ではかつて起こった戦争や環境汚染などにより人類は一度滅亡の危機に瀕していた。しかし、100年前に世界各地に出現した「スプリングスノー」と呼ばれる大樹の持つ、汚染された水を浄化する作用により、文明が復興し人類は平穏な暮らしを取り戻した。それ以来人々はスプリングスノーの力に敬意を持ちながら日々を過ごしている。
物語はスプリングスノーの森が存在しているアイレという島が舞台となっており、島は七つの地区（ボーハル）と呼ばれるエリアに分かれている。その中でも一際栄えているウィスカにある超難関校、聖ベルティナ学院へ、とあることをきっかけに主人公が編入しようと試みる。

## 登場人物

### メインキャラクター
土岐遠 一騎（ときとう かずき）
この物語の主人公。アイレの町の辺境にあるティーナという地区に暮らす少年。幼い頃から祖父に「スプリングスノーの森には妖精が住んでいる」という御伽噺を聞かされており、真相を確かめるために町で春に開かれたアルガロ・デ・モンド祭で密かにスプリングスノーの森に忍びこんだ。そこで出会った女性キャロラインとの出会いをきっかけに、猛勉強の末、半年後聖ベルティナ学院に編入した。
エルステリア・マリーゴールド(Elsterrier Marigold)
声：松蓼美桜
聖ベルティナ学院の一年生で一騎のクラスメイト。愛称はエルス。成績優秀な努力家でおっとりとした性格。エルディス・ベルティナの一人「キャロライン・マリーゴールド」の妹。姉に憧れてベルティナを目指している。4人のメインヒロインの中では最後に登場する。祭具は杖の形をした『アスティリア』。
リア・ベルリオーズ(Lia Berlioz)
声：藤森ゆき奈
一騎のクラスメイト。エルスとは親友同士。元気で威勢がよく、口数が多い。読書が好きで「アズラエル」という名の古本屋でバイトをしている。一騎もリアに誘われてアズラエルで一週間の短期バイトを経験した。エルスと同様にベルティナを目指しているが舞踊の腕前にはやや自信がない。祭具はリングの形をした『アルカンシエル』。
土岐遠 カスミ（ときとう かすみ）
声：浦霞紫乃
一騎の従姉で聖ベルティナ学院の上級生。一騎が学院に編入するまでの半年間の間にベルティナの資格を取得した。子供時代は一騎よりももっとやんちゃだったが、現在は面倒見のいいお姉さんとなっている。祭具は中華扇の形をした『エバーグリーン』。
水音 銀（みずね ぎん）
声：なかせひな
聖ベルティナ学院の一年生女子生徒。一騎たちとは別のクラス。アイレの島の外の出身。小柄な体型だがかなりの大食い。カスミのことを尊敬しており、「カスミお姉さま」と呼んでいる。感情表現が希薄でいつも淡々としている。本名はクリスティン・マックウォーター(Christine McWorter)。祭具は双剣の形をした『エルドラド』。

### サブキャラクター
キャロライン・マリーゴールド(Caroline Marigold)
声：灰田みかげ
エルスの姉で6人の「エルディス・ベルティナ」の一人。一騎が聖ベルティナ学院に編入するきっかけを作った。祭具はリボンの形をした『プリムローズ』。4人のメインヒロインよりも先に登場する。とても気さくな性格で、森で出会った時に一騎に「トキ君」のいうあだ名をつけており、その影響で妹のエルスも一騎を「トキ君」と呼ぶようになった。
実は妖精であり一騎の祖父が見たのは彼女である。エクストラストーリーでは最終的にはみんなの前から姿を消すが選択によっては主人公と行為に及ぶ。
ステッチ(Stitch)
声：成瀬未亜
聖ベルティナ学院で働くメイド。かわいい女の子の姿をしているが性別は男。家事全般が得意な上、武術の心得もある。優しく、とても仕事熱心であり学院の皆から非常に慕われている。最初は執事として学院に勤務するつもりだったが、面接時に女と間違えられ、そのまま成り行きでメイドとなった。
次回作『ダイヤミック・デイズ』にも登場する。
バビィ執事長
声：幌札きり
ステッチたち学院のメイド勢を統率する執事長。鳥の姿をした正体不明の謎の生物。口調はとてもインテリ風。一人称は「わし」、口癖は「うむ」。一騎が学院に編入してまもなく、学院寮の一騎の部屋に押しかけて同居を始めることとなった。
浅川 京司（あさかわ きょうじ）
声：紀之
聖ベルティナ学院の一年生男子生徒で一騎のクラスメイト。一騎と同じ学生寮に入っている。音楽が好きで学院では音楽サークルに入っており、将来は舞踊の楽奏家になりたいと思っている。船乗りをしている父親の仕事をときどき手伝う。
ユナハ・クリスティ(Yunaha Christie)
声：鈴田美夜子
聖ベルティナ学院で舞踊を教える講師。キャロラインと同じ6人のエルディス・ベルティナの1人。小さくてかわいい銀のことをとても気に入っている。ベルティナ衣装や祭具は登場しない。
アズラエル(Azrael)
声：水鏡
Lump of Sugar全作品に渡って登場しているマスコットキャラクター。通称アズ。人語を話す黒猫のぬいぐるみ。今作では古本屋「アズラエル」のオーナーとして登場する。毒舌口調と尊大な振る舞いは相変わらずである。
今回は作中に姿を現し、露店を開いて古本を売っているが客の態度が気に入らないと売らない。主人公たちのときも態度が気に入らないと言って最初は本を売る気は無かったのだがとある人物に地面に叩きつけられ渋々売ることにする。どうやら叩きつけられた事に特別な感情があるらしい。（おそらく『Nursery Rhyme -ナーサリィ☆ライム-』のオマージュ）

## 用語
スプリングスノー
100年前に突如として世界各地に出現した大樹。汚染された水を浄化させる作用を持つ。毎年春になると「春雪」と呼ばれる花びらが舞い落ちる。スプリングスノーがある森の中は神聖な場所であるため一般人の立ち入りは通常禁じられている。
アイレ
物語の舞台となる街。街の中央にある山の頂上にスプリングスノーが立っている。クラン、ウィスカ、ウーイル、ソーラス、アナム、グィー、ティーナという七つの地区（ボーハル）から構成される。島内の移動には主に船が用いられる。島の公用語は英語。
ベルティナ
スプリングスノーへの敬意と感謝を表す舞手。女性しかなれない。ベルティナの中で特に優れた者は「エルディス・ベルティナ」（作中では多くの場合、単に「エルディス」）と呼ばれる。
聖ベルティナ学院
ベルティナの他、樹や水に関する職業「聖職」を目指す者たちを育成する学校。生徒たちは各々の進路に合わせてさまざまなカリキュラムに取り組んでいる。入学試験は難関で、編入試験はそれ以上に突破困難とされる。聖職になると、スプリングスノーの森に自由に立ち入ることができる。
祭具（ジア）
ベルティナやベルティナ候補生たちが各自所有している舞踊を捧げる時に使う道具。形状は個人によって杖や扇などさまざま。
アルガロ・デ・モンド祭
アイレの街で毎年春に一週間に渡り開催される、スプリングスノーに感謝を捧げる祭。クライマックスではエルディス・ベルティナによる舞いが披露される。
ミルレイス・スノー祭
アルガロ・デ・モンド祭の次に規模の大きな祭。アルガロ・デ・モンド祭とは異なり、アイレの街のさまざまな場所に小さなステージが設置される。一騎の住んでいたティーナでは開催されていない。

## スタッフ
- 原画、キャラクターデザイン：たにはらなつき（エルス、リア、キャロライン、京司、ユナハ）、せせなやう（カスミ、銀、ステッチ）、奏ナコト（バビィ、SDキャラクター）
- シナリオ：セロリ、がのす、Hatsu
- 音楽：大川茂伸
- ムービー：Rainbow-Motion-Graphics
- ディレクター：秀吉
- プロデューサー：かわうそ

## 主題歌
オープニングテーマ「Pure My Voices」
歌 - ave;new feat.佐倉紗織 / 作詞 - 佐倉紗織 / 作編曲 - a.k.a.dRESS
エンディングテーマ
「Prism」
歌 - 松蓼美桜（エルステリア・マリーゴールド） / 作詞 - HINA / 作編曲 - 佐々倉マコト（Angel Note）
「Present」
歌 - 藤森ゆき奈（リア・ベルリオーズ） / 作詞 - HINA / 作編曲 - 椎名俊介（Angel Note）
「Dreams」
歌 - 浦霞紫乃（土岐遠カスミ） / 作詞 - HINA / 作編曲 - Issey（Angel Note）
「Smile」
歌 - なかせひな（水音銀） / 作詞 - HINA / 作編曲 - 不知火つばさ（Angel Note）
「Spring Snow」
歌 - 灰田みかげ（キャロライン・マリーゴールド） / 作詞 - HINA / 作編曲 - 椎名俊介（Angel Note）

## 関連CD
PrismRhythm Original Soundtrack -SPRING SNOW-
ゲーム中のBGMを収録したサウンドトラック。オープニング、エンディングテーマソングは収録されていない。CD2枚組。オフィシャル通販におけるLump of Sugarファンクラブ会員限定特典。
PrismRhythm ED.VocalCollection -Belltina-
ゲームのエンディングテーマ5曲のフルバージョンと壁紙を収録したCD。Star Rose labelより2010年8月13日に発売。
Glam
ave;newの5枚目のアルバム。初回限定盤<-Crimson ReD Ver.->（赤色）と通常盤<-Hermit PurpLe Ver.->（紫色）がある。ゲームのオープニングテーマ『Pure My Voices』のフルバージョンが収録されている。

## 関連書籍
PrismRhythm -プリズムリズム- パラダイムノベルズ
ゲームの小説化作品。エルスの攻略ルートを元に構成されている。2010年8月31日にパラダイムより発売。著者はRICOTTA。ISBN 9784894909700。

## 参考資料
- Getchu.com:PrismRhythm -プリズムリズム- 初回限定版（Lump of Sugar）(18禁)（主人公・土岐遠一騎についての解説がある）